# Ільїнська сільська рада (Катайський район)
Ільї́нська сільська рада (рос. Ильинский сельский совет) — сільське поселення у складі Катайського району Курганської області Росії.
Адміністративний центр — село Ільїнське.
Населення сільського поселення становить 1932 особи (2017; 2112 у 2010, 2189 у 2002).

## Склад
До складу сільського поселення входять:
| Населений пункт      | Населення, осіб (2002) | Населення, осіб (2010) |
| -------------------- | ---------------------- | ---------------------- |
| Заріч'є, селище      | 147                    | 150                    |
| Ільїнське, село      | 1786                   | 1757                   |
| Череміське, присілок | 256                    | 205                    |